# Eremochroa macropa
Eremochroa macropa là một loài bướm đêm trong họ Noctuidae.